# Parigi-Roubaix 1899
La Parigi-Roubaix 1899, quarta edizione della corsa, fu disputata il 2 aprile 1899 su un percorso di 268 km. La vittoria fu appannaggio del francese Albert Champion, che completò il percorso in 8h22'53", precedendo il connazionale Paul Bor e l'italiano Ambroise Garin.
Presero il via da Chatou 32 ciclisti, 16 di essi tagliarono il traguardo di Roubaix (furono 14 francesi e 2 belgi).

## Ordine d'arrivo (Top 10)
| Pos. | Corridore         | Squadra | Tempo      |
| ---- | ----------------- | ------- | ---------- |
| 1    | Albert Champion   | -       | 8h22'53"   |
| 2    | Paul Bor          | -       | a 23'20"   |
| 3    | Ambroise Garin    | -       | a 23'24"   |
| 4    | Pierre Chevallier | -       | a 54'09"   |
| 5    | Eugène Jay        | -       | a 1h52'07" |
| 6    | Marcel Kerff      | -       | a 1h57'37" |
| 7    | Lucien Itsweire   | -       | a 1h58'10" |
| 8    | Jules Dubois      | -       | a 2h00'53" |
| 9    | Lucien Delattre   | -       | a 2h39'07" |
| 10   | Jean Fischer      | -       | a 3h20'19" |